# گورستان محمودآباد
قبرستان محمودآباد مربوط به دوره ساسانیان است و در شهرستان شیراز، بخش مرکزی، دهستان بیدزرد، ارتفاعات مشرف بر روستای محمودآباد واقع شده و این اثر در تاریخ ۳۰ بهمن ۱۳۸۶ با شمارهٔ ثبت ۲۰۹۹۴ به‌عنوان یکی از آثار ملی ایران به ثبت رسیده است.